# Isri
Isri è una suddivisione dell'India, classificata come census town, di 8.796 abitanti, situata nel distretto di Giridih, nello stato federato del Jharkhand. In base al numero di abitanti la città rientra nella classe V (da 5.000 a 9.999 persone).

## Geografia fisica
La città è situata a 23° 59' 14 N e 86° 01' 45 E.

## Società

### Evoluzione demografica
Al censimento del 2001 la popolazione di Isri assommava a 8.796 persone, delle quali 4.673 maschi e 4.123 femmine. I bambini di età inferiore o uguale ai sei anni assommavano a 1.338, dei quali 685 maschi e 653 femmine. Infine, coloro che erano in grado di saper almeno leggere e scrivere erano 5.815, dei quali 3.448 maschi e 2.367 femmine.